# داوینا وادی
داوینا وادی (انگلیسی: Davina Waddy؛ زادهٔ ۱۶ اوت ۱۹۹۶)  قایقران روئینگ زن اهل نیوزیلند است.
وی در مسابقات کشوری و بین‌المللی در مجموع برندهٔ ۱ مدال برنز شده است.